# Charaxes giselae
Charaxes giselae är en fjärilsart som beskrevs av Minig 1978. Charaxes giselae ingår i släktet Charaxes och familjen praktfjärilar. Inga underarter finns listade i Catalogue of Life.